# 萬田五郎

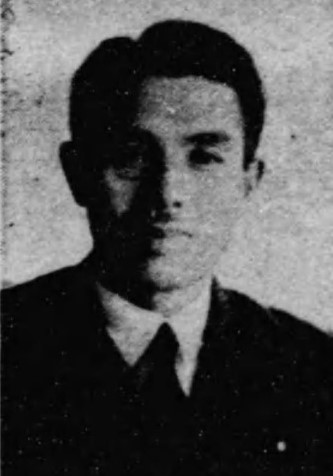
萬田五郎

萬田 五郎（まんだ ごろう、1905年（明治38年）2月25日 - 1994年（平成6年）5月1日）は、日本の政治家。衆議院議員（1期）、日立市長（3期）。

## 来歴・人物
秋田県出身。1929年東京帝国大学英法科卒。日立製作所に入り、日立工場に勤務する。同工場労務係長、庶務課長を経て1943年総務部長に就任する。この間1939年に日立市議に選出された。1947年4月の第23回衆議院議員総選挙に日本社会党から立候補して当選する。衆議院議員を1期務めた後、日立電鉄専務取締役を経て、社長に就任した。1963年日立市長に就任、3期務め、1975年に引退した。1994年死去。死去後日立名誉市民に選ばれた。